# 氷川神社 (北本市中丸)
氷川神社（ひかわじんじゃ）は、埼玉県北本市の神社。

## 歴史
創建年代は不明である。ただ中丸村は慶安年間（1648年 - 1652年）以前に上・下に分村しており、下中丸村の「氷川社」は上中丸村の当社より分霊を勧請したという『新編武蔵風土記稿』の記述から、中丸村分村以前から存在していたものと推測される。「慈眼寺」が別当寺であった。慈眼寺は真言宗の寺院であったが、明治初期の神仏分離により、廃寺に追い込まれた。
1873年（明治6年）、近代社格制度に基づく「村社」に列せられ、翌年には上下中丸村は合併した。当社は新生中丸村の鎮守として崇敬されるようになった。なお下中丸村の氷川社はいつのまにか廃社となっている。1907年（明治40年）の神社合祀により周辺の5社が合祀された。

## 交通アクセス
- 北本駅より徒歩20分。